# David Burrows (Fußballspieler)
David Burrows (* 25. Oktober 1968 in Dudley) ist ein ehemaliger englischer Fußballspieler. Der zweikampfstarke linke Außenverteidiger, der auch in der Innenverteidigung und im Mittelfeld bei Bedarf agierte, wurde bei West Bromwich Albion ausgebildet, hatte seine beste Zeit aber später beim FC Liverpool, als er 1990 die englische Meisterschaft und 1992 den FA Cup gewann. Später war der siebenfache englische U-21-Auswahlspieler neben einigen kurzfristigen Engagements vor allem in der zweiten Hälfte der 1990er-Jahre lange bei Coventry City beschäftigt.

## Sportlicher Werdegang

### West Bromwich Albion (1986–1988)
Burrows begann seine Laufbahn im Januar 1983 als Schüler in der Jugendabteilung von West Bromwich Albion und im April 1985 wurde er dort mit einem Ausbildungsvertrag ausgestattet. Noch bevor er im November 1986 seinen ersten Profivertrag unterzeichnete, hatte er am 22. April 1986 gegen Sheffield Wednesday (1:1) sein Debüt in der höchsten englischen Spielklasse absolviert. Sein Auftritt auf der Linksverteidigerposition war dabei von sportlich geringem Wert, da der Abstieg der „Baggies“ zum Ende der Saison 1985/86 bereits feststand. Zu Beginn der anschließenden Spielzeit 1986/87 kam er dann im vom Team von Ron Saunders in den ersten sieben Ligabegegnungen zum Einsatz, bevor sich der erfahrenere Barry Cowdrill seine Position auf der linken Abwehrseite eroberte und Burrows nur noch sporadisch zum Zuge kam. Ein ähnliches Bild ergab sich in der Saison 1987/88, in der West Bromwich Albion plötzlich sogar um den Klassenerhalt in der zweiten Liga bangen musste. Burrows absolvierte speziell vor der Jahreswende eine Reihe von Partien und changierte dabei ab Ende September 1987 von der Innenverteidigerposition über die linke auf die rechte Seite. Im letztlich erfolgreichen Abstiegskampf kam er dann nur noch zu zwei Einwechslungen im neuen Jahr. Als er zu Beginn der Spielzeit 1988/89 wieder fix auf seiner Linksverteidigerposition spielte und am 18. Oktober 1988 zu seinem ersten Auftritt für die englische U-21-Auswahl kam, weckte dies Begehrlichkeiten bei einigen Erstligaklubs.

### FC Liverpool (1988–1993)
Nur wenige Tage vor seinem 20. Geburtstag nahm ihn Trainer Kenny Dalglish für den FC Liverpool unter Vertrag und Burrows, der als englischer U-21-Nationalspieler als eines der größten englischen Talente galt, spielte sich schnell in die Mannschaft und wechselte sich dabei auf der Linksverteidigerposition häufig mit dem Iren Steve Staunton ab. Nach 21 Ligapartien in der ersten Saison 1988/89 ließ er 26 Einsätze in der Meistersaison 1989/90 folgen. Dabei profitierte er trotz der großen Konkurrenz von Staunton von seiner flexiblen Einsetzbarkeit, wodurch er im linken oder zentral-defensiven Mittelfeld und gelegentlich auch im Abwehrzentrum auszuhelfen in der Lage war. Seine sportlich gesehen wohl beste Zeit hatte Burrows in der Spielzeit 1990/91, in der er sich auf seiner Position einen Stammplatz erkämpfen konnte. Nach dem Trainerwechsel hin zu Graeme Souness 1991 jedoch wendete sich das Blatt mittelfristig wieder und dies, obwohl Souness im Sommer 1991 Staunton zu Aston Villa wechseln ließ. In der Spielzeit 1991/92 blieb Burrows dann zunächst auch noch Bestandteil des Teams, das letztlich nach einem 2:0-Sieg gegen den AFC Sunderland auch den FA Cup gewann – gemeinsam mit Mark Wright bildete er im Endspiel die Innenverteidigung der „Reds“. Nichtsdestoweniger herrschte im Verein stets der Eindruck vor, dass die Linksverteidigerposition nicht zur Zufriedenheit von Souness besetzt war und so verpflichtete dieser mehr als ein Jahr später Julian Dicks von West Ham United und ließ dafür Burrows gemeinsam mit Mike Marsh im September 1993 in die entgegengesetzte Richtung ziehen.

### Über West Ham und Everton zu Coventry City (1993–2000)
Beim Erstligaaufsteiger aus West Ham vertrat Burrows den abgewanderten Dicks sofort auf der linken Abwehrseite und kam auf dem Weg zum sicheren Klassenerhalt nach 18 Ligaeinsätzen in Serie direkt nach seiner Verpflichtung auf insgesamt 25 Premier-League-Partien. Ein Anfang zu einer neuerlich langen Vereinszugehörigkeit bedeutete dies jedoch nicht und so zog es ihn in der Saison 1994/95 nach vier Saisonspielen für die „Hammers“ im September 1994 zurück nach Liverpool zum FC Everton und von dort nach 23 Pflichtbegegnungen Anfang März 1995 für 1,1 Millionen Pfund zum abstiegsgefährdeten Erstligisten Coventry City, wo er besonders mit dem linken Flügelspieler Peter Ndlovu gut harmonierte. So vielversprechend der Beginn auch war, umso enttäuschender verlief für Burrows die folgende Spielzeit 1995/96, in der er von Oberschenkelverletzungen geplagt gerade einmal in elf Premier-League-Spielen dabei war. Dazu kamen Leistenprobleme, die ihn zwischen Oktober 1996 und April 1997 zu längeren Pausen zwangen. Einen persönlichen Erfolg verzeichnete er jedoch beim 2:1-Auswärtssieg gegen den Ex-Klub FC Liverpool am 6. April 1997. Weitgehend genesen absolvierte er dann auf der linken Seite und in der zentralen Abwehr wieder eine konstante Saison 1997/98 und wenngleich er sich nur selten in die Angriffsbemühungen einzuschalten pflegte, sorgte er mit dafür, dass seine Mannschaft um die Weihnachtszeit herum bis tief in die obere Tabellenhälfte vorstieß. Dazu scheiterte ein möglicher Wechsel zu Sheffield Wednesday unter Trainer Ron Atkinson daran, dass sich der für einen Tausch vorgesehene Mark Pembridge verweigerte. Nach einer weiteren längeren Verletzungspause aufgrund seiner Oberschenkelprobleme zwischen September 1998 und Januar 1999 trug er auch in der zweiten Hälfte der Saison 1998/99 viel zur Stabilität in der Abwehr von Coventry City bei und musste trotz seiner ruppigen Spielweise und den zahlreichen Verwarnungskarten nur eine Partie aufgrund einer Sperre aussetzen.
Ihn verließ das diesbezügliche Glück dann aber in der Saison 1999/2000, in der er gleich zu Beginn innerhalb nur gut eines Monats zwei rote Karten kassierte und er in der Folge für sieben Partien gesperrt wurde. Weiteres Ungemach ereilte ihn durch einen Kreuzbandriss im November 1999 und nach seiner Rückkehr bereits im Februar 2000, die mit einer Reihe von schlechten Resultaten einherging, verlor er seinen Stammplatz an Steve Froggatt. Der auslaufende Vertrag wurde dann auch nicht mehr verlängert und im Juli 2000 wechselte Burrows ablösefrei zum Zweitligisten Birmingham City.

### Birmingham & Sheffield (2000–2003)
Hoffnungen auf ein neuerliches Anknüpfen an alte Erfolge erlitten dort früh einen Rückschlag, als er sich bei einem Saisonvorbereitungsspiel der „Blues“ erneut am Oberschenkel verletzte und er in der Folgezeit nur Ersatzmann hinter Stammlinksverteidiger Martin Grainger war. Auch beim Ligapokalendspiel 2001 gegen den FC Liverpool, das im Elfmeterschießen verloren ging, war er nicht Teil der Mannschaft. Daraufhin bat er um die Freigabe für einen Wechsel, die ihm sein Klub auch erteilte. Bevor dieser dann im März 2002 realisiert werden konnte, zeigte sich Burrows in der Spielzeit 2001/02 zeitweise in guter Form, bevor ihn Grainger wieder aus der Mannschaft verdrängte. Er unterzeichnete schließlich beim Ligakonkurrenten Sheffield Wednesday einen kurzfristigen Vertrag und in der verbleibenden Saison kam Burrows noch zu beachtlichen 25 Ligaeinsätzen. Nach anfänglichen Partien in der Spielzeit 2002/03 auf der linken oder zentralen Abwehrposition und zeitweise gar in der Funktion des Mannschaftskapitäns warfen ihn Verletzungen an Oberschenkel und Schlüsselbein derart weit zurück, dass er im Abstiegskampf nicht mehr berücksichtigt wurde und er zum Ende der Saison seinen Rücktritt aus dem Profifußballgeschäft erklärte.
Nach einem kurzen Ausflug in den Amateurfußball entschloss sich Burrows dazu, mit seiner Familie aus England auszuwandern, um sich fortan im Südwesten Frankreichs niederzulassen.

## Titel/Auszeichnungen
- Englische Meisterschaft (1): 1990
- Englischer Pokal (1): 1992
- Charity Shield (2): 1989, 1990 (geteilt)